# Ocna Sibiului
Ocna Sibiului (alt Vizocna; deutsch Salzburg, siebenbürgisch-sächsisch Salzbrich, ungarisch Vízakna) ist eine Kleinstadt im Kreis Sibiu in der Region Siebenbürgen in Rumänien.

## Geographische Lage
Die Kleinstadt Ocna Sibiului – ein Kurort umgeben von ausgedehnten Wiesen und Eichenwäldern – liegt im Siebenbürgischen Becken am Oberlauf der Vișa (Weißbach) im Südosten des Zekesch-Hochlandes (Podișul Secașelor). Im Osten des Kreises Sibiu befindet sich der Ort an der Kreisstraße (Drum județean) DJ 106B und der Eisenbahnstrecke Sibiu-Copșa Mică etwa 13 km nordwestlich des Autobahnrings Sibiu der rumänischen A1. Der Flughafen Sibiu der Kreishauptstadt (Hermannstadt) befindet sich etwa 18 Kilometer südöstlich von Ocna Sibiului entfernt.

## Geschichte
Die Siedlung wurde 1263 erstmals urkundlich erwähnt. Die Besiedlung des Ortes reicht aber erheblich weiter zurück. Zwei Kilometer westlich von Ocna Sibiului, bei dem von den Einheimischen Fața vacilor (ungarisch Tehenek oldala) genannten Ort wurden nach Angaben von C. Gooss, H. Schroller, M. Roska u. a. zahlreiche archäologische Funde, welche in die Jungsteinzeit deuten, gemacht.
Die Geschichte von Salzburg war immer auf das Engste mit der Salzgewinnung verbunden. Die letzte Salzmine wurde 1931 geschlossen.
Das erste Bad wurde im Jahr 1845 eröffnet.
Im Zuge der Entwicklungen um die Revolution von 1848/1849 fand am 4. Februar 1849 in der Nähe von Salzburg die „Schlacht von Vízakna“ statt, bei der die ungarische Honvéd-Armee unter József Bem eine Niederlage gegen den österreichischen General Anton Puchner erlitt.
In der ersten Hälfte des 19. Jahrhunderts wurde der Kurort Salzburg offiziell eröffnet. Nach stetiger wirtschaftlicher Entwicklung des Kurorts wird dieser 1948 verstaatlicht. Anfang der 1990er Jahre wird der Kurort nur halbjährlich und erst seit 2002 wieder ganzjährig mit verminderter Kapazität betrieben. 2006 wird der Badekomplex offiziell eröffnet.

## Sehenswürdigkeiten

### Kirchen
- Die reformierte Kirche, Anfang des 13. Jahrhunderts errichtet, im 15. Jahrhundert erneuert, ist eine romanische Basilika mit einem Gestühl aus dem 16. Jahrhundert.[5] Sie steht unter Denkmalschutz.[6]
- Die orthodoxe Kirche Sf. Arhanghelii Mihail și Gavriil (Hl. Erzengel Michael und Gabriel), 1696–1701 errichtet, wurde vom Fürsten Constantin Brâncoveanu gestiftet. Sie steht unter Denkmalschutz.[6]
- Die orthodoxe Kirche Sf. Ioan Botezătorul, im 18. Jahrhundert errichtet 1810 erneuert. Sie steht unter Denkmalschutz.[6]

### Weiteres
- Mehrere Salzseen (Horia-, Cloșca-, Crișan-, Avram Iancu-, Ocna Pustie-, Brâncoveanu-, Ocnița-, Inului-, Mâțelor- und der Schlamm-See) mit einer Gesamtfläche von etwa 357 Hektar, unterschiedlicher Salzkonzentration und Tiefe. Die höchste Salzkonzentration hat der Brâncoveanu-See (300 g pro Liter).[5] Der Avram Iancu-See ist mit 126 Meter der tiefste und an der Oberfläche mit etwa 30 °C der wärmste der Seen. In zwei Metern Tiefe steigt seine Temperatur auf ca. 45 °C. Zu erwähnen wäre auch der 21,49 Hektar große und 46,45 Meter tiefe Rândunica-See (Schwalben-See) und auch der Austersee.
- Hotels und Pavillons aus der Gründerzeit des Kurbetriebes in Salzburg (19. Jahrhundert[7]) Der Badpavillon wurde 1907–1908 im Jugendstil errichtet. Er steht unter Denkmalschutz.[6]
- Das Industriegebiet Zona Industriala Ocna Sibiului (ZIOS) wurde 2008 durch die Unterstützung der Kleinstadt ins Leben gerufen. Hierdurch konnten Arbeitsplätze in Ocna Sibiului geschaffen werden.[8]

## Persönlichkeiten
- Emil Hossu (1941–2012), Schauspieler